# Azara García
Pour les articles homonymes, voir García.
Azara García de los Salmones est une athlète espagnole née le 18 juin 1983 à Torrelavega. Spécialiste de l'ultra-trail, elle a notamment remporté la Transgrancanaria en 2017.

## Biographie
Le 8 avril 2023, elle prend sa revanche sur sa blessure de l'année précédente et domine le Reventón Ultra Trail El Paso pour remporter le titre de championne d'Espagne d'ultra-trail de la RFEA.

## Résultats
| no  | féminin            | Course                                        | Longueur | Départ          | Temps            |
| --- | ------------------ | --------------------------------------------- | -------- | --------------- | ---------------- |
| 20e | Médaille d'argent  | KM Vertical La Bobia                          | 4 km     | 15 mars 2014    | 41 min 47 s      |
| 40e | Médaille d'argent  | Gorbeia Suzien                                | 30 km    | 18 octobre 2014 | 3 h 26 min 20 s  |
| 69e | Médaille d'or      | Championnats d'Europe de skyrunning - SkyRace | 42,2 km  | 7 mai 2015      | 4 h 41 min 23 s  |
| 24e | Médaille d'or      | Carrera Alto Sil                              | 32 km    | 20 mars 2016    | 3 h 20 min 50 s  |
| 29e | Médaille d'argent  | Championnats du monde de trail                | 85 km    | 29 octobre 2016 | 09 h 45 min 01 s |
| 35e | Médaille d'or      | Transgrancanaria                              | 125 km   | 24 février 2017 | 16 h 25 min 20 s |
| 16e | Médaille d'or      | Grand Trail des Templiers                     | 78 km    | 21 octobre 2018 | 7 h 38 min 20 s  |
| 20e | Médaille d'or      | Penyagolosa Trails MIM                        | 60 km    | 13 avril 2019   | 6 h 15 min 3 s   |
| 15e | Médaille de bronze | Transgrancanaria                              | 128 km   | 6 mars 2020     | 15 h 31 min 37 s |
| 9e  | Médaille d'or      | Fjällmaraton 100K                             | 100 km   | 1er août 2020   | 10 h 37 min 52 s |
| 19e | Médaille d'or      | Transgrancanaria                              | 128 km   | 26 février 2021 | 16 h 35 min 11 s |
| 20e | Médaille d'or      | Ultra Pirineu                                 | 100 km   | 2 octobre 2021  | 12 h 29 min 42 s |
| 27e | Médaille d'or      | Mozart 100                                    | 105 km   | 18 juin 2022    | 12 h 0 min 28 s  |
| 19e | Médaille d'or      | Transgrancanaria Advanced                     | 84 km    | 25 février 2023 | 9 h 45 min 54 s  |
| 6e  | Médaille d'or      | Championnats d'Espagne d'ultra-trail RFEA     | 67,2 km  | 8 avril 2023    | 7 h 12 min 14 s  |
| 9e  | Médaille d'or      | Val d'Aran by UTMB - CDH                      | 110 km   | 7 juillet 2023  | 14 h 14 min 52 s |
| 15e | Médaille d'or      | Ultra Trail Chianti Castles                   | 103 km   | 23 mars 2024    | 10 h 12 min 29 s |
| 17e | Médaille de bronze | Ultra Trail Chianti Castles                   | 120 km   | 22 mars 2025    | 13 h 12 min 31 s |